# 擬態詞
擬態詞是指用文字化的聲音模擬事物特徵的詞彙。在東亞的語言中有大量的擬態詞；非洲的語言裏也有很多擬態詞；但在歐洲的幾種主要語言裏，這種詞很少，並視之為一種兒語化的修辭手法。
古漢語中，「落落大方」的“落落”，「侃侃而談」的“侃侃”，“洋洋大觀”的“洋洋”都是擬態詞；現代漢語裏“綠油油”、“黑乎乎”、“矮墩墩”的“油油”、“乎乎”、“墩墩”也是擬態詞。它们没有任何实意，只是发个音模擬事物的狀態特徵，字典只能解释成“形容……的样子”。
形容詞作爲有實意的成熟詞彙，可能源于兒語式的擬態詞。漢語有一個例子，“悄悄”本來是個擬態詞，形容安靜的樣子，可是在現代漢語裏的用法已經像一個獨立的有實意的形容詞。
日語和韩语有大量的擬態詞，因此成爲語言學家的最重要的擬態詞研究對象。
西方語言也偶爾有些擬態詞。比如德語是一個短促響亮的音節，形容迅速的樣子或趕快的樣子。英語bling-bling形容閃爍的樣子。